# Anoreina nana
Anoreina nana là một loài bọ cánh cứng trong họ Cerambycidae.